# Патрік Геррбранд
Патрік Геррбранд (швед. Patrik Gerrbrand, нар. 27 квітня 1981) — шведський футболіст, що грав на позиції захисника. По завершенні ігрової кар'єри — тренер.
Виступав, зокрема, за клуби «Гаммарбю» та «Фредрікстад», а також молодіжну збірну Швеції.

## Клубна кар'єра
У дорослому футболі дебютував 2000 року виступами за команду «Гаммарбю», в якій провів п'ять сезонів, взявши участь у 65 матчах чемпіонату.
Протягом сезону 2005/06 років захищав кольори клубу «Лестер Сіті» з Чемпіоншипу, зігравши 21 матч у всіх турнірах.
Своєю грою за останню команду привернув увагу представників тренерського штабу клубу «Фредрікстад», до складу якого приєднався в липні 2006 року. Перший матч у Тіппелізі відбувся 7 серпня внічию проти «ГамКама» (2:2). Того сезону він виграв Кубок Норвегії 2006 року. Всього відіграв за команду з Фредрікстада три сезони своєї ігрової кар'єри і покинув команду за взаємною згодою 15 червня 2009 року. Паралельно був граючим тренером команди.
Протягом 2009—2011 років знову захищав кольори клубу «Гаммарбю», а завершив ігрову кар'єру у нижчоліговій команді «Нака ФФ», за яку виступав протягом 2012—2015 років.

## Виступи за збірну
Протягом 2003—2004 років залучався до складу молодіжної збірної Швеції, з якою брав участь у молодіжному чемпіонаті Європи 2004 року в Німеччині, де шведи посли 4 місце. Всього на молодіжному рівні зіграв у 7 офіційних матчах.

## Досягнення
- Чемпіон Швеції: 2001
- Володар Кубка Норвегії: 2006